# 慈城郡
慈城郡（チャソンぐん、じじょうぐん）は、朝鮮民主主義人民共和国慈江道北部に位置する郡。

## 地理
中江郡西南に位置して朝鮮半島で最北端に属する所にある。南に満浦市と長江郡、東には和坪郡と両江道金亨稷郡があり、西は鴨緑江が流れ、中華人民共和国と国境を成す。鴨緑江を渡ると、中国の中国東北部である。
狼林山脈があり、険しい山岳地形である。内陸地方にある高原地帯で、大陸性気候により冬には非常に寒い。

## 歴史
1433年慈城郡が設置されたが、1459年に廃止されて江界部に編入された。1869年に慈城郡が再設置され、1895年に二十三府制実施で江界部に編入されてから翌年の1896年に十三道制実施で平安北道に属するようになった。
1944年5月10日、三豊面雲峰洞は江界郡満浦邑に編入された。
以後、1949年に朝鮮民主主義人民共和国の行政区域改編で慈江道が新設されると、これに編入された。1952年には慈城郡から中江郡と和坪郡が新設・分離した。その後慈城邑が雲峰里に移り、慈城邑が雲峰労働者区に改編すると同時にまた現在の慈城邑になった。

### 年表
この節の出典
- 1896年 - 平安北道慈城郡となる。
- 1914年4月1日 - 郡面併合により、平安北道慈城郡に以下の面が成立。(7面)
  - 郡内面・慈下面・三興面・三豊面・梨坪面・閭莚面・長土面
- 1918年 - 郡内面が慈城面に改称。(7面)
- 1939年 (6面)
  - 閭莚面が中江面に改称。
  - 三興面が慈下面・三豊面に分割編入。
- 1944年5月10日 - 三豊面の一部が江界郡満浦邑に編入。(6面)
- 1949年1月 - 平安北道の分割により、慈江道慈城郡となる。(6面)
  - 慈江道厚昌郡厚昌面の一部が中江面に編入。
- 1952年12月 - 郡面里統廃合により、慈江道慈城郡慈城面・三豊面・慈下面および梨坪面の一部地域をもって、慈城郡を設置。慈城郡に以下の邑・里が成立。(1邑20里)
  - 慈城邑・浩礼里・樺田里・常坪里・三巨里・貴仁里・水砧里・旧中営里・慈柞里・雲峯里・照牙里・流三里・新豊里・両㯖里・逆水里・延豊里・松巌里・西海里・法洞里・大楠里・館坪里
- 1959年 (1邑20里)
  - 慈城邑が東部里に降格。
  - 雲峯里が慈城邑に昇格。
- 1963年 (1邑20里)
  - 慈城邑が雲峯里に降格。
  - 東部里が慈城邑に昇格。
- 1967年 (1邑1労働者区19里)
  - 雲峯里が雲峯労働者区に昇格。
  - 樺田里の一部が浩礼里・常坪里に分割編入。
- 1972年 (1邑1労働者区17里)
  - 照牙里が樺田里に編入。
  - 西海里が法洞里・樺田里に分割編入。
- 1993年 - 樺田里・水砧里が慈城邑に編入。(1邑1労働者区15里)

## 行政区域
1邑1労働者区15里がある。
| - 慈城邑 - 자성읍【慈城邑】 （チャソンウプ） - 雲峰労働者区 - 운봉로동자구【雲峰勞動者區】 （ウンボンノドンジャグ） - 浩礼里 - 호례리【浩禮里】 （ホレリ） - 三巨里 - 삼거리【三巨里】 （サムゴリ） - 貴仁里 - 귀인리【貴仁里】 （クィインニ） - 常坪里 - 상평리【常坪里】 （サンピョンニ） - 法洞里 - 법동리【法洞里】 （ポプトンニ） - 延豊里 - 연풍리【延豊里】 （ヨンプンニ） - 松岩里 - 송암리【松岩里】 （ソンアムニ） | - 両徳里 - 량덕리【兩德里】 （リャンドンニ） - 逆水里 - 역수리【逆水里】 （ヨクスリ） - 旧中営里 - 구중영리【舊中營里】 （クジュンヨンニ） - 自作里 - 자작리【自作里】 （チャジャンニ） - 新豊里 - 신풍리【新豊里】 （シンプンニ） - 流三里 - 류삼리【流三里】 （リュサムニ） - 大楠里 - 대남리【大楠里】 （テナムニ） - 館坪里 - 관평리【館坪里】 （クァンピョンニ） |

## 交通
- 北部内陸線
  - 上豊江駅 - 雲峰駅 - 旧中駅 - 慈城駅 - 麝香駅 - 貴仁駅
- 雲峰線
  - 上豊江駅 - 旧雲峰駅